# Manuscrit de Gruuthuse
Pour les articles homonymes, voir Manuscrit de Gruuthuse (homonymie).

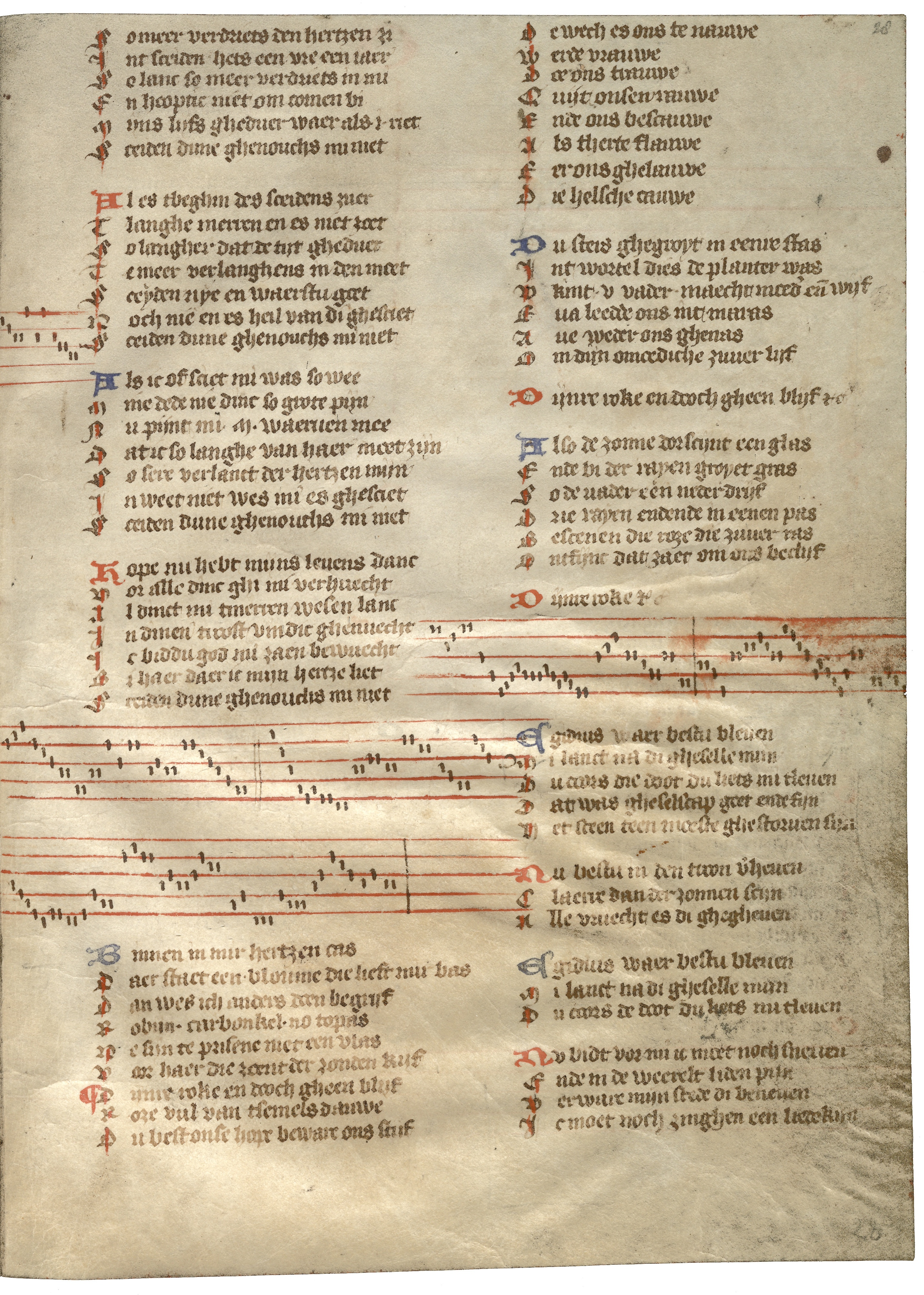
Fol. 28r du manuscrit de Gruuthuse avec, en bas à droite, la chanson d'Égide

Le manuscrit de Gruuthuse est un recueil d'œuvres littéraires et de chansons en moyen néerlandais dont le noyau le plus ancien remonte vraisemblablement à 1395 environ, tandis que les plus récentes contributions (inachevées) dateraient d'environ 1408.  Il faisait probablement partie de la bibliothèque de Louis de Gruuthuse.

## Présentation du manuscrit de Gruuthuse

### Introduction
Le manuscrit est l'unique source d'un grand nombre de textes en moyen néerlandais.  Depuis 2007, il est conservé à La Haye dans la Bibliothèque royale (signature 79 K 10). 
Le manuscrit contient 147 chansons, 18 poèmes et 7 prières rimées.  Parmi les chansons, la célèbre chanson d'Égide (peut-être dédiée à un chanteur renommé de son temps) et celle des Kerels (La Chanson des vilains). 

### Le Seigneur de Gruuthuse
Après sa découverte vers 1840, on faisait souvent référence au manuscrit comme à celui des chansons et poèmes « ancien flamands » (Oudvlaemsch), mais au cours du XXe siècle, il reçut le nom de son premier propriétaire attesté, le patricien et diplomate Louis de Gruuthuse (vers 1422-1492), dont les armoiries sont représentées dans la marge inférieure de la première page.  Le seigneur de Gruuthuse était un grand collectionneur de manuscrits (voir le manuscrit Froissart), bien qu'il s'orientât presque exclusivement vers des ouvrages manuscrits enluminés contemporains en français.  Un manuscrit ne comprenant ni des textes français ni des enluminures était exceptionnel dans sa collection.  
Ce n'est qu'au XVIIe siècle ou au XVIIIe siècle qu'un inconnu apposa sur le manuscrit à la fois le nom, les armoiries et la devise bilingue (Plus est en Vous / Meer is in V) du seigneur de Gruuthuse, ainsi que quelques commentaires au sujet de l'adhésion de celui-ci à l'ordre de la Toison d'or.  La façon dont le manuscrit entra en possession de la famille de Croeser, avant d'intégrer la bibliothèque de la famille van Caloen, demeure un problème non résolu.

### Caractéristiques générales
Le manuscrit contient une vaste collection de chansons pourvues d'une simple notation musicale pratique, analogue aux neumes du chant grégorien.  La notation mesurée est limitée à une seule chanson.  En outre, on trouve des prières rimées et quelques poèmes allégoriques destinés à un cercle élitaire d'amateurs de littérature, appartenant à un entourage urbain aristocratique propre à la ville de Bruges au début du XVe siècle.  La sobriété du manuscrit indique sans doute une application pratique.  Les différents textes sont destinés à l'utilisation immédiate par un cercle fermé de rhétoriciens ou de connaisseurs de la musique. 

### Acquisition par la Bibliothèque royale des Pays-Bas
Le 14 février 2007, les journaux annoncèrent que la Bibliothèque royale des Pays-Bas à La Haye avait acheté ce manuscrit, auparavant en possession privée au château Ten Berghe à Koolkerke, près de Bruges, où il faisait partie de la collection de la famille van Caloen.  Par l'achat du manuscrit, celui-ci est désormais propriété publique et son contenu est à présent disponible en version numérique sur le site de la Bibliothèque royale.  Il s'agit de l'une des pièces maîtresses de ce site.  L'Institut Huygens à La Haye a coopéré à la transcription de tous les textes du manuscrit, tout en les pourvoyant d'une introduction sur le contenu et de fichiers audio de quelques chansons interprétées par des ensembles néerlandais et belges de musique ancienne : l'ensemble Fala Música, le Studio Laren, l'ensemble Paul Rans et la Camerata Trajectina.

## Ressources

#### Publication
- (nl) Charles Louis Carton (réd.).  Oud-Vlaemsche liederen en andere gedichten der XIVe en XVe eeuwen, Gand, C. Annoot-Braeckman, 1849.
- (nl) Klaas Heeroma, en collaboration avec Cornelis Willem Hendricius Lindenburg.  Liederen en gedichten uit het Gruuthusehandschrift, Leyde, 1966.
- (nl) Gruuthuse-handschrift (Hs. Den Haag, Koninklijke Bibliotheek, 79 K 10). Ingeleid en kritisch uitgegeven door Herman Brinkman; met een uitgave van de melodieën door Ike DE LOOS (†), 2 volumes, 869+488 blz., illustré (couleur),  (ISBN 978-90-8704-463-3), Uitgeverij Verloren, Hilversum, 2015

#### Littérature
- (nl) Andries van den Abeele,  « Een les in alertheid en voorkomendheid: de dag dat het Gruuthusehandschrift verkocht werd », De Parelduiker, 2007, p. 39-49.
- (nl) Andries van den Abeele, « Het enigma van de genealogie Gruuthuse: veel vragen en enkele antwoorden », Vlaamse Stam, 2007, p. 621-628.
- (nl) Andries van den Abeele, Het ridderlijk gezelschap van de Witte Beer, Bruges, Walleyn, 2000  (ISBN 90-802756-7-0).
- (nl) Andries van den Abeele, « Zes eeuwen Gruuthusehandschrift en zijn mogelijke eigenaars », Biekorf, 1972, p. 47-66 et 199-214.
- (nl) Herman Brinkman et I. De Loos, « De stadspoorten van Brugge en de datering van het handschrift », Gruuthusehandschrift: toelichting bij teksten en muziek (voir : site web de la Bibliothèque royale (Pays-Bas), 2007.
- (nl) Herman Brinkman, Liefde, leven en devotie: poëzie uit het Gruuthusehandschrift [+ CD d'une sélection de chansons du manuscrit de Gruuthuse, interprétéés par l'ensemble de musique ancienne Fala Música], Amersfoort, Bekking & Blitz, 2013, 96 p.  (ISBN 978-90-610-9463-0).
- (nl) Adrian Willem Eliza Dek, De genealogie van de heren van Borselen, Zaltbommel, 1979.
- (nl) Bernard Hendrik Erne, « De forestier van de Witte Beer in het Gruuthusehandschrift », Tijdschrift voor Nederlandse Taal en Letterkunde, 1972, p. 107-121.
- (nl) Johan Oosterman (dir.), Stad van koopmanschap en vrede, Louvain, Peeters, 2005  (ISBN 978-90-429-1564-0).
- (nl) Joris Reynaert, Laet ons voort vrolyc maken zanc: opstellen over de lyriek in het Gruuthusehandschrift, Gand, Université de Gand, 1999 (Studia Germanica Gandensia; 46).

### Discographie
Disques compacts entièrement consacrés au répertoire de chansons du manuscrit de Gruuthuse, interprétées par des ensembles de musique ancienne :
- Egidius waer bestu bleven, Paul Rans Ensemble, 1992, Eufoda 1170.
- Gruuthuse, Ultreya & Pandora², 2013, Marista.
- Liefde, leven en devotie: poëzie uit het Gruuthusehandschrift, Fala Música, CD accompagnant le livre : (nl) Herman Brinkman (dir.).  Amersfoort, Bekking & Blitz, 2013, 96 p.  (ISBN 978-90-610-9463-0).